# Cifisio

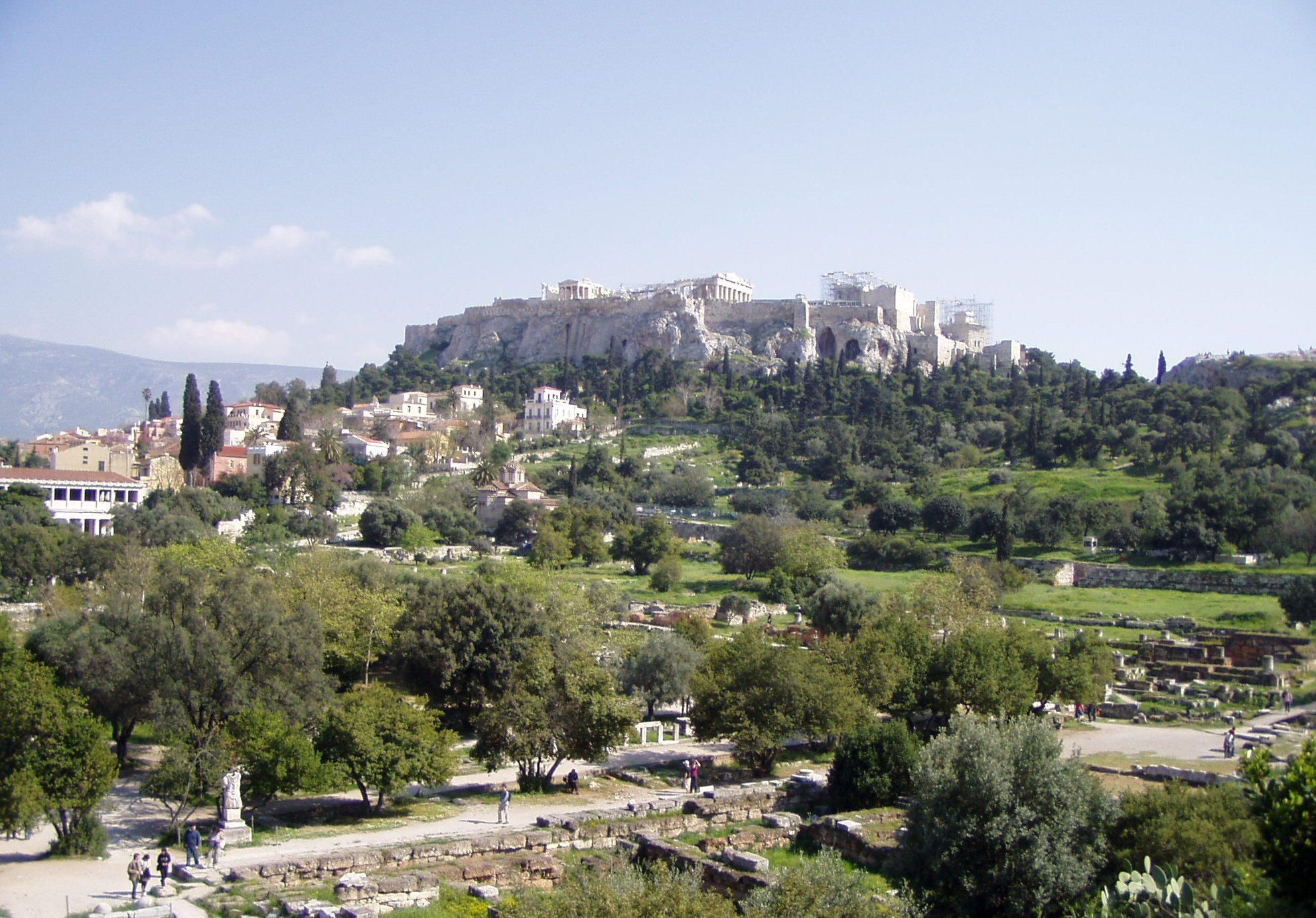
El Ágora Antigua de Atenas.

Cifisio (Griego antiguo: Κηφίσιος) fue un demagogo ateniense de la antigua Grecia que vivió entre finales del siglo V a. C. y principios del siglo IV a. C.

Habiendo sido sobornado previamente por Calias en el 399 a. C., demandó al orador Andócides, el cual participó en los Misterios de Eleusis, estando castigado dicho culto desde el juicio de los hermocópidas. Sin embargo, debido a que esta acusación no reunió el número necesario de votos de los jueces, el propio Cifisio fue condenado de acuerdo con la legislación entonces vigente sobre la deshonestidad.